# Francisco Rolão Preto
Francisco de Barcelos Rolão Preto (Gavião, 12 febbraio 1893 – Lisbona, 18 dicembre 1977) è stato un politico, giornalista e sindacalista portoghese.

## Biografia
Fu il leader del Movimento Nazional-Sindacalista (MSN), un'organizzazione fondata nel 1932 che sosteneva il sindacalismo rivoluzionario su modello corporativo del fascismo italiano di Benito Mussolini. Il MSN era fondato anche sulla fedeltà ai principi dell'integralismo lusitano, a sua volta ispirata all'Action française.
Era critico nei confronti del regime dell'Estado Novo di António de Oliveira Salazar. Salazar inizialmente sembrava disposto a consentire l'attività del movimento e acconsentì anche a far tenere un congresso nazionale nel novembre 1933. Il movimento si divise, essendo molti dei suoi membri attratti da parte delle istituzioni del nuovo regime, e il 29 luglio 1934 Salazar ne annunciò lo scioglimento per legge.
Il 10 settembre 1935 Francisco Rolão Preto tentò un colpo di Stato anti-salazarista, ma l'azione fu stroncata e Preto costretto all'esilio in Spagna, nazione in cui prese parte alla guerra civile, schierandosi dalla parte di Francisco Franco.
Dopo la seconda guerra mondiale, abbandonò il fascismo e si unì al Movimento di Unità Democratica, progressista e di sinistra.
Una volta tornato in patria, nel 1958 fu tra gli organizzatori della campagna elettorale di Humberto Delgado. Dopo la fine del regime dell'Estado Novo, tentò di unire tutti i gruppi monarchici all'interno del Partito Popolare Monarchico.
Nel 1994 Mário Soares gli conferì postumamente l'Ordine dell'infante Dom Henrique.